# 키티 윈
키티 윈(Kitty Winn, 1943년 2월 21일 ~ )은 미국의 배우이다.

## 영화
- 엑소시스트 (영화)
- 엑소시스트 2

## 텔레비전 영화
- 리어왕

## 텔레비전 시리즈
- 스트리트즈 오브 샌프란시스코
- 코작 파트 1
- 코작 파트 2